# Список объектов всемирного наследия ЮНЕСКО в Швейцарии
В списке Всеми́рного насле́дия ЮНЕ́СКО в Швейца́рии значится 13 наименований (на 2023 год), это составляет 1,0 % от общего числа (1248 на 2025 год). 9 объектов включены в список по культурным критериям, а оставшиеся 4 объекта включены по природным критериям. 1 объект признан шедевром человеческого созидательного гения (критерий i), 1 объект признан природным феноменом или пространством исключительной природной красоты и эстетической важности (критерий vii).
По состоянию на 2023 год, 1 объект на территории Швейцарии находится в числе кандидатов на включение в список всемирного наследия. Швейцарская Конфедерация ратифицировала Конвенцию об охране всемирного культурного и природного наследия 17 сентября 1975 года. Первые три объекта, находящиеся на территории Швейцарии были занесены в список в 1983 году на 7-й сессии Комитета всемирного наследия ЮНЕСКО.

## Список
В данной таблице объекты расположены в порядке их добавления в список всемирного наследия ЮНЕСКО.
| #  | Изображение | Название | Местоположение | Время создания             | Год внесения в список | №    | Критерии      |
| -- | ----------- | --- | --- | -------------------------- | --------------------- | ---- | ------------- |
| 1  |             | Бенедиктинский монастырь Святого Иоанна (фр. Couvent bénédictin de Saint-Jean-des-Sœurs, нем. Benediktinerinnenkloster St. Johann in Müstair, итал. Monastero benedettino di San Giovanni a Müstair, романш. Claustra benedictina da Son Jon a Müstair) | Поселение: Мюштайр Кантон: Граубюнден | Конец VIII века            | 1983                  | 269  | iii           |
| 2  |             | Монастырь Святого Галла (фр. Couvent de Saint-Gall, нем. Fürstabtei und Stiftsbibliothek St. Gallen, итал. Abbazia di San Gallo, романш. Claustra benedictina da Son Gag) | Город: Санкт-Галлен Кантон: Санкт-Галлен | Начало VIII века           | 1983                  | 268  | ii, iv        |
| 3  |             | Старый город в Берне (фр. Vieille ville de Berne, нем. Altstadt von Bern, итал. Centro storico di Berna, романш. Citad vegla da Berna) | Город: Берн Кантон: Берн | XII век — XV век           | 1983                  | 267  | iii           |
| 4  |             | Крепостные сооружения Беллинцоны (фр. Trois châteaux, muraille et remparts du bourg de Bellinzone, нем. Burgen von Bellinzona, итал. I tre castelli e la cinta muraria di Bellinzona, романш. Trais Chastès e fortificaziuns da Bellinzona) | Город: Беллинцона Кантон: Тичино | IV век — XV век            | 2000                  | 884  | iv            |
| 5  |             | Регион Юнгфрау-Алеч-Бичхорн (фр. Alpes suisses Jungfrau-Aletsch, нем. Schweizer Alpen Jungfrau-Aletsch, итал. Jungfrau-Aletsch-Bietschhorn, романш. Jungfrau-Aletsch-Bietschhorn) | Бернские Альпы Кантоны: Берн, Вале | —                          | 2001                  | 1037 | vii, viii, ix |
| 6  |             | Гора Монте-Сан-Джорджио (фр. Monte San Giorgio, нем. Monte San Giorgio, итал. Monte San Giorgio, романш. Monte San Giorgio) | Кантон: Тичино (совместно с Италией) | —                          | 2003                  | 1090 | viii          |
| 7  |             | Террасовые виноградники Лаво (фр. Lavaux, vignoble en terrasses, нем. Weinterrassen von Lavaux, итал. Lavaux, terrazze vinicole, романш. Terrassas da Lavaux) | Кантон: Во | XI век                     | 2007                  | 1243 | iii, iv, v    |
| 8  |             | Тектоническая группа Сардона (фр. Haut lieu tectonique suisse Sardona, нем. Tektonikarena Sardona, итал. Arena tettonica svizzera di Sardona, романш. Aut lieu tectonic da Sardona) | Кантоны: Гларус, Граубюнден, Санкт-Галлен | —                          | 2008                  | 1179 | viii          |
| 9  |             | Ретийская железная дорога (фр. Chemin de fer rhétique dans le paysage de l'Albula et de la Bernina, нем. Albula- und Berninalinie der Rhätischen Bahn, итал. Ferrovia retica nel paesaggio dell'Albula e del Bernina, романш. Viafier retica en il paesagi da l'Albula e da la Bernina) | Кантон: Граубюнден (совместно с Италией) | Начало XX века             | 2008                  | 1276 | ii, iv        |
| 10 |             | Ла-Шо-де-Фон и Ле Локль (фр. La Chaux-de-Fonds / Le Locle, нем. La Chaux-de-Fonds und Le Locle, итал. Pianificazione urbana di La Chaux-de-Fonds/Le Locle, романш. La Chaux-de-Fonds / Le Locle) | Кантон: Нёвшатель | XX век                     | 2009                  | 1302 | iv            |
| 11 |             | Доисторические свайные поселения в Альпах (фр. Sites palafittiques préhistoriques autour des Alpes, нем. Prähistorische Pfahlbauten um die Alpen, итал. Antichi insediamenti sulle Alpi) 111 пунктов в 6 странах, в Швейцарии: 56 | Кантоны: Женева, Во, Санкт-Галлен (Совместно с Францией, Германией, Австрией, Италией, Словенией) | V — I тысячелетие до н. э. | 2011                  | 1363 | iii, v        |
| 12 |             | Архитектурное наследие Ле Корбюзье: выдающийся вклад в модернизм (фр. L’Œuvre architecturale de Le Corbusier, une contribution exceptionnelle au Mouvement Moderne, нем. Das architektonische Werk von Le Corbusier, ein aussergewöhnlicher Beitrag zur Bewegung der Moderne, итал. L'opera architettonica di Le Corbusier, un contributo eccezionale al Movimento Moderno) 17 мест в 7 странах, в Швейцарии: а) Небольшая вилла на берегу Женевского озера в Корсо б) Дом Кларте в Женеве | Города: Корсо, Женева Кантоны: Во, Женева (совместно с Аргентиной, Бельгией, Германией, Индией, Францией, Японией) | а) 1923 б) 1931—1932       | 2016                  | 1321 | i, ii, vi     |
| 13 |             | Древние и первобытные буковые леса Карпат и других регионов Европы (фр. Forêts primaires de hêtres des Carpates et d'autres régions d'Europe, нем. Alte Buchenwälder und Buchenurwälder der Karpaten und anderer Regionen Europas, итал. Antiche faggete primordiali dei Carpazi e di altre regioni d'Europa) 94 пункта в 18 странах, в Швейцарии: а) Лес Бетлахшток б) Долина Лодано, леса Бусай и Соладино                                                                               | Кантоны: Золотурн, Тичино (Совместно с Албанией, Австрией, Бельгией, Боснией и Герцеговиной, Болгарией, Хорватией, Чехией, Францией, Германией, Италией, Северной Македонии, Польшей, Румынией, Словакией, Словенией, Испанией и Украиной) | —                          | 2021                  | 1133 | ix            |

1. ↑  Первоначальный объект добавлен в 2007 году, расширен в 2011, 2017, 2021 годах. Оба пункта в Швейцарии вошли в состав объекта в 2021 году.

## Предварительный список
| # | Изображение | Название                   | Местоположение     | Время создания | Год внесения в список | №    | Критерии |
| - | ----------- | -------------------------- | ------------------ | -------------- | --------------------- | ---- | -------- |
| 1 |             | Мост через ущелье Сальгина | Кантон: Граубюнден | 1929—1930      | 2017                  | 6191 | i, iv    |

## Географическое расположение объектов
— входят в список
 — кандидат на включение в список